# حكومة الوحدة الوطنية (ليبيا)
حكومة الوحدة الوطنية الليبية أو الحكومة الليبية الانتقالية هي حكومة مؤقتة لليبيا تشكلت في 10 مارس 2021 لتوحيد الحكومتين المتنافستين: حكومة الوفاق الوطني ومقرها طرابلس والحكومة الليبية المؤقتة ومقرها بنغازي. عبد الحميد الدبيبة هو رئيس الوزراء لحكومة الوحدة واختاره ملتقى الحوار السياسي الليبي بمدينة جنيف في 5 فبراير 2021 بعد حصوله على 39 صوتاً.

## الهيكلية والوزراء
في 4 مارس 2021 أعلن مكتب عبد الحميد الدبيبة عن تسليم تشكيلته الحكومية لهيئة رئاسة مجلس النواب دون ذكر أسماء الوزراء، وفي 9 مارس 2021 أعلن الدبيبة عن تشكيلته متضمنة نائبينِ للرئيس و26 وزيرًا و6 وزراء دولة (وزير دون حقيبة)، أما وزارة الدفاع فقد احتفظ بها لنفسه حتى الوصول لتوافق، وبالنسبة لوزارة الخارجية قال الدبيبة أنه سيسمي الوزيرة بالتشاور مع المجلس الرئاسي. في 10 مارس 2021 منح مجلس النواب الليبي الثقة للحكومة بتصويت 132 نائبًا من أصل 133 نائبًا حضروا الجلسة.

## الصراع مع البرلمان
في 10 فبراير 2022، عين البرلمان الليبي في طبرق فتحي باشاغا رئيسا للوزراء خلفا لعبد الحميد الدبيبة الذي سحب منه البرلمان الثقة في سبتمبر 2021. بينما لم تعترف الأمم المتحدة بذلك وأعلنت مواصلتها دعم الدبيبة على رأس الحكومة.

## الوزارات
- وزارة المالية (ليبيا)
- وزارة الدفاع (ليبيا)
- وزارة الاقتصاد والتجارة (ليبيا)
- وزارة الداخلية (ليبيا)
- وزارة الخارجية (ليبيا)
- وزارة النفط والغاز (ليبيا)
- وزارة الثقافة والتنمية المعرفية (ليبيا)
- وزارة الشباب (ليبيا)
- وزارة الشؤون الاجتماعية (ليبيا)
- وزارة العدل (ليبيا)